# کورنر ویندمیل (آریزونا)
کورنر ویندمیل (به انگلیسی: Corner Windmill) یک منطقهٔ مسکونی در ایالات متحده آمریکا است که در آریزونا واقع شده‌است. کورنر ویندمیل ۷۶۰ متر بالاتر از سطح دریا واقع شده‌است.